# 孫辰洋
孫 辰洋（そん たつひろ、2000年〈平成12年〉12月13日 - ）は、日本の実業家・予備校講師。茨城県出身で、小学生・中学生の頃は中国・北京で主に生活。高校進学時に日本に帰国。2023年に早稲田大学政治経済学部を卒業。

## 人物
茨城県出身で、小学生・中学生の頃は中国・北京で主に生活する。高校進学時に日本に帰国し、茨城県の高校に入学。
高校在学時には、社会貢献活動に興味を持ち、3年にわたり中国内モンゴル自治区内の砂漠で植林活動を行うなどの実績をあげた。
大学進学時には、清華大学・早稲田大学(政治経済学部など４学部)に合格する。周囲からはアジアで最難関の清華大学に進学するよう勧められるも、早稲田大学政治経済学部に進学することを決断。進学に際しては、「教育で日本を強くする」という思いが決め手となった。
早稲田大学政治経済学部進学後、自身の理念「教育で日本を強くする」を実現するため、大学１年生時の2019年にオンライン家庭教師事業を創業する。さらに2020年には、オンライン予備校事業を行う「リザプロ株式会社」を創設し、代表取締役に就任。大学受験一般入試対策を行うクラウド先生の創設に加え、2021年には中高生を対象としたオンライン英検指導専門塾・クラウドEnglishを相佐優斗らと創設するなど幅広く活動する。
2022年にはクラウドEnglishのコースの一部であった、推薦対策コースを推薦対策専門塾・クラウドセンバツを独立させる。リザプロ代表取締役として、大学受験に向けた推薦対策の指導法を確立。2023年から早稲田大学が主催するビジネスコンテストWASEDA EDGEの審査員を最年少で務める。
2025年から神田外語グループが運営するリゾートホテル兼国際研修センターのブリティッシュヒルズ(福島県天栄村)との提携を開始。世界で活躍する次世代型リーダーの育成を目指すべく、テーマごとの専門知識と英語力を融合させた実践的な教育をシリーズとして提供する。

## 主なメディア出演

### テレビ・ネット番組
2023年10月20日『ABEMA Prime』に出演。総合型選抜（AO入試）や推薦入試の拡大により、経済的に裕福な層が有利になるのではないか、一般入試による「一発逆転」は公平かといった問題について議論した。“拡大する“総合型・推薦型”の大学入試は金持ち有利？ 一般入試の“一発逆転”はフェア？”.   Abemaニュース (2023年10月20日). 2025年2月13日閲覧。
2023年11月22日『ABEMA Prime』に出演。子どもに「将来の夢」を尋ねることの是非や、「ドリームハラスメント（ドリハラ）」と呼ばれる夢を持つことの強制が子どもに与える影響について専門家と議論した。“子どもに“将来の夢”聞くのってダメ？「夢を持つ」に苦痛の声も...ドリハラとは”.   Abema特集 (2023年11月22日). 2025年2月13日閲覧。
2023年12月27日『ABEMA Prime』に出演。埼玉県の男子校の共学化をきっかけに、別学と共学のメリット・デメリットについて討論。共学化に反対する声や、ジェンダーギャップ問題について議論した。“埼玉名門校が共学化？性別による固定観念が？進学校＆学力アップのメリットも？”.   Abema特集 (2023年12月27日). 2025年2月13日閲覧。
2023年末『ABEMA Prime』に出演。過激派学生組織「中核派」系全学連で初の女性委員長に就任した矢嶋尋氏を迎え、学生運動の現状や「暴力革命」の是非について討論した。“中核派全学連、初の女性トップ「共産党が右に寄っている」「巨大デモをもう一度作り出すことが課題」社会を変えるのに暴力は必要？”.   Abemaニュース (2023年12月). 2025年2月13日閲覧。
2024年12月20日『ABEMA Prime』に出演。SNSの勢力図と「ニュース回避層」の実態について討論。情報過多の時代におけるニュースとの向き合い方について議論した。“SNS戦国時代！覇権を握るのは／ニュース回避層”.   Abemaニュース (2024年12月20日). 2025年2月13日閲覧。
2025年1月7日『ABEMA Prime』に出演。前半では人気商品の高額転売問題について、後半では入試直前に破産した名門予備校「ニチガク」の影響について議論した。“許容できる？転売は悪なのか／入試直前…予備校破産”.   Abemaニュース (2025年1月7日). 2025年2月13日閲覧。

### インタビュー・寄稿記事
2020年12月1日『早稲田ウィークリー』に掲載。オンライン予備校設立の経緯について語った。“オンライン予備校を設立した早大生 目指すのは一生学び続けるための場所”.   早稲田大学ニュース (2020年12月1日). 2025年2月13日閲覧。
2020年12月『B-plus』に掲載。オンライン学習塾「リザプロ」の指導方針について語った。“徹底したサポート体制のオンライン学習塾リザプロ株式会社 代表取締役・クラウド先生 孫辰洋”.   B-plus インタビュー (2020年12月). 2025年2月13日閲覧。
2023年4月28日『Daily Sun New York』に掲載。帰国子女の大学受験について語った。“教育インタビュー：オンライン塾リザプロ”.   Daily Sun NY (2023年4月28日). 2025年2月13日閲覧。
2023年4月『週刊NYジャピオン』に掲載。帰国生向けオンライン塾「リザプロ」の指導内容について語った。“オンライン塾リザプロ〜帰国生の特性を生かし早慶大を目指す”.   NYジャピオン (2023年4月). 2025年2月13日閲覧。
2023年11月20日『CARPEDIA』に掲載。自身の生い立ちや起業の経緯について語った。“リザプロ代表：孫辰洋に聞く「生い立ちとこれから目指す世界」”.   CARPEDIA インタビュー (2023年11月20日). 2025年2月13日閲覧。
2024年4月12日『東洋経済オンライン』に寄稿。推薦入試を否定的に見る親世代に向け、大学側が同入試を導入拡大する意図や狙いを解説した。“子供の推薦入試を「否定的」に見る親に欠けた視点”.   東洋経済オンライン (2024年4月12日). 2025年2月13日閲覧。
2024年4月17日『東洋経済オンライン』に寄稿。子どもの英検取得を先延ばしにすることのリスクについて解説した。“子どもの英検取得「だらだら後回し」は危険な背景”.   東洋経済オンライン (2024年4月17日). 2025年2月13日閲覧。
2024年4月24日『東洋経済オンライン』に寄稿。英作文が「すらすら書ける」簡単なテクニックについて紹介した。“英作文が「すらすら書ける」誰でもできる簡単テク”.   東洋経済オンライン (2024年4月24日). 2025年2月13日閲覧。
2024年7月2日『みんかぶマガジン』に寄稿。筑波大学医学部の推薦入試拡大について解説し、低学年からの体験活動の重要性を論じた。“衝撃！筑波大医「推薦入試が半分」…医学部に行く学生が「小学生時代にやっていた体験リスト」”.   みんかぶ記事 (2024年7月2日). 2025年2月13日閲覧。
2024年12月12日『みんかぶマガジン』に寄稿。推薦入試を活用した「コスパ最強」の受験戦略について語った。